# 수수께끼 (코마츠 미호의 노래)
〈수수께끼〉(일본어: 謎 나조[*])는 코마츠 미호의 데뷔 싱글이다. 1996년 10월 28일에 제인 레코드/스푼풀에서 발매됐다.

## 개요
애니메이션 《명탐정 코난》과의 타이업도 있고, 데뷔 곡으로서 오리콘 TOP 10에 들었다. 애니메이션에서도 약 1년 사용되었으며, 오리콘 차트에서 약 8개월이나 순위에 들어가 있었다. 애니메이션의 온에어 버전으로 CD에 수록된 것에는 편곡이 다르다. 애니메이션과 극장판 명탐정 코난 “세기말의 마술사”에서는, 어린이 탐정단이 이 곡을 흥얼거리고 있는 장면도 있다.

## 수록곡
전체 작사·작곡: 코마츠 미호. 전체 편곡: 후루이 히로히토
| #            | 제목                                                   | 재생 시간 |
| ------------ | ------------------------------------------------------ | --------- |
| 1.           | 〈謎 나조[*] 수수께끼〉                                |           |
| 2.           | 〈言葉にできない 코토바니데키나이[*] 말로 할 수 없어〉 |           |
| 3.           | 〈謎〉 (original karaoke)                              |           |
| 4.           | 〈言葉にできない〉 (original karaoke)                  |           |
| 총 재생 시간 | 총 재생 시간                                           | 17:08     |

## 미디어에서의 사용
수수께끼
- 요미우리 TV · 닛폰 TV계 전국 넷 애니메이션 《명탐정 코난》 여는 곡

말로 할 수 없어
- 나고야 TV 방송 “요시모토의 파티” 닫는 곡

## La PomPon 버전
〈PUZZLE〉(퍼즐)은 2017년 2월 16일에 발매된 싱글이며, 투니버스에서 2016년 12월 27일부터 4월 11일까지 방영된 《명탐정 코난 14기》와 2017년 8월 8일부터 방영되는 《명탐정 코난 15기》의 주제가로 사용되고 있다. 
코마츠 미호의 노래가 원곡이며 일본어 버전과 한국어 버전으로 리메이크해서 불렀으며 한국어 버전은 쥬얼리가 사용한 가사를 그대로 사용한다. 

## 스테파니 나돌니 버전
《명탐정 코난》의 북미판인 《Case Closed》에서는 스테파니 나돌니가 영어 버전을 불렀다. 

## 그 외의 커버
콘서트에서의 가창이나 동영상 공유 서비스에서의 업로드만 하는 것은 제외하고 아래와 같다. 
| 가수                        | 수록 음반 | 비고                                                                                          |
| --------------------------- | --- | --------------------------------------------------------------------------------------------- |
| 아이우치 리나&사에구사 유카 | 100もの扉 100개의 문 | 제목은 〈謎 -rearrange version-〉이다.                                                        |
| MAKI                        | Exit Trance PRESENTS SPEED アニメトランス BEST 3 Exit Trance PRESENTS SPEED 애니메 트랜스 BEST 3                                          |                                                                                               |
| 타츠미 유이코               | 新・百歌声爛 -女性声優編II- 신 백가성란: 여자 성우 편 II                                                                                  | ‘謎’를 포함한 애니메이션 음악 10곡을 메들리 형식으로 커버하였다.                              |
| 콜롬비아 오케스트라         | 2016 アニメ＆キッズ・ヒット・マーチ 〜動物戦隊ジュウオウジャー／サザエさん〜 2016 애니메이션&키즈 히트 행진곡: 동물전대 주오저 / 사자에상 | 제목은 〈謎 〈名探偵コナン〉〉이다. 운동회용 반주곡이다. 보통걸음 · 구보 겸용으로도 사용된다. |